# Conan Without Borders
Conan Without Borders è stato un programma televisivo statunitense di viaggi, condotto da Conan O'Brien, andato in onda sul canale TBS negli Stati Uniti sotto forma di episodi speciali del talk show Conan. La serie iniziò nel febbraio 2015 e proseguì per tredici episodi fino a quando la produzione fu costretta a cessare a causa della pandemia COVID-19 e alla successiva chiusura del talk show Conan.
Gli episodi non seguono il format del tradizionale talk show di Conan, bensì viene mostrato O'Brien durante i suoi viaggi all'estero mentre interagisce con i locali e sperimenta gli aspetti culturali unici delle varie località.

## Origine e storia

Conan O'Brien e Jordan Schlansky mentre cenano in un ristorante a Cortona, Toscana, Italia; nel corso dell'episodio Conan in Italy

O'Brien ha una lunga storia di segmenti filmati al di fuori dell'ambiente tradizionale dello studio, soprannominati "remoti", fin dal suo primo show a tarda notte, Late Night with Conan O'Brien. Questi sono diventati alcuni dei suoi segmenti più apprezzati, tra cui uno famoso quando O'Brien visitò una storica lega di baseball dell'era della Guerra Civile. Il pezzo era uno dei preferiti dello stesso O'Brien, che in seguito osservò: «Quando lascerò questa terra, al funerale, mostrate semplicemente questo, perché questo dice praticamente chi sono». L'apoteosi dei segmenti esterni al Late Night si concentrò sulla scoperta, nel 2006, che O'Brien assomigliava in modo sorprendente a Tarja Halonen, all'inizio del suo secondo mandato come presidente della Finlandia. Sfruttando la somiglianza e le elezioni presidenziali finlandesi del 2006, O'Brien e lo staff del Late Night trasmisero finti spot politici sia a sostegno di Halonen che contro il suo principale avversario, influenzando così la percezione popolare della corsa elettorale, e Conan si recò in Finlandia poco dopo le elezioni.
Il primo vero e proprio viaggio internazionale come speciale dello show si ebbe nel febbraio 2015. Grazie al disgelo tra Stati Uniti e Cuba, O'Brien divenne la prima personalità televisiva americana a filmare a Cuba in oltre mezzo secolo. Qualche mese dopo, O'Brien visitò l'Armenia nel corso di un episodio incentrato sulla sua assistente personale Sona Movsesian, di origini armene.
Nell'aprile 2016, O'Brien visitò la Corea del Sud in risposta a una lettera ricevuta da un fan che gli chiedeva di venire a trovarlo. La visita incluse una sosta nella zona demilitarizzata tra le due Coree, che portò O'Brien e Steven Yeun a visitare anche la Corea del Nord per un cavillo, attraversando il confine nella zona demilitarizzata coreana. Conan commentò il significato durante lo sketch, affermando: «L'idea che tu ed io potremmo essere in Corea del Nord, a parlare e comunicare liberamente, sembra un messaggio piuttosto interessante». Questi e i successivi speciali di viaggio internazionali della durata di un'ora furono denominati Conan Without Borders ("Conan senza frontiere") e divennero parte di una serie a sé stante. Conan alla fine viaggiò in tredici paesi in totale.
Nell'aprile 2017, O'Brien visitò il Messico per Conan Without Borders: Made in Mexico. L'episodio presentava alcuni dei classici del suo talk show, tra cui un monologo d'apertura in spagnolo, e vedeva la partecipazione di personale, troupe, pubblico e ospiti interamente messicani.
Nell'aprile 2018 nella puntata Conan in Italy, O'Brien visita l'Italia in compagnia del produttore Jordan Schlansky passeggiando per Firenze, degustando vino nel Chianti, assaporando l'espresso a Napoli e girando un film a Roma. Inoltre, i due si recano nella città toscana di Cortona, dove Jordan è così importante che ha un dolce che porta il suo nome.
L'episodio finale della serie prima dell'inizio delle restrizioni di viaggio dovute alla pandemia di COVID-19 andò in onda a settembre 2019, mentre il talk show Conan si concluse nel giugno 2021.

## Episodi
| #   | Data messa in onda | Titolo                                | Nazione visitata  | Sinossi |
| --- | ------------------ | ------------------------------------- | ----------------- | --- |
| 1°  | 14 marzo 2015      | Conan in Cuba                         | Cuba              | Con il disgelo tra Stati Uniti e Cuba in corso, O'Brien e una troupe cinematografica si recano a L'Avana per quattro giorni nel fine settimana del 14-15 febbraio 2015 per girare delle scene per il talk show Conan. Conan visita una fabbrica di sigari e impara a ballare la rumba. L'episodio segna il ritorno di un conduttore statunitense di un talk show serale a Cuba sin da quando Jack Paar intervistò Fidel Castro al The Tonight Show nel 1959. |
| 2°  | 17 novembre 2015   | Conan in Armenia                      | Armenia           | L'episodio è incentrato sul ritorno della sua assistente di lunga data Sona Movsesian nella sua terra natale, l'Armenia, per farla entrare in contatto con le sue origini. |
| 3°  | 25 gennaio 2015    | Conan in Qatar                        | Qatar             | Conan giunge presso la base militare Al Udeid Air Base in Qatar insieme alla First Lady Michelle Obama. Il titolo alternativo di questa puntata è Mission Conan. |
| 4°  | 9 aprile 2016      | Conan Does Korea                      | Corea del Sud     | Conan si reca in Corea del Sud insieme a Steven Yeun; la visita include anche un viaggio nella zona demilitarizzata al confine con la Corea del Nord. |
| 5°  | 7 dicembre 2016    | Conan in Berlin                       | Germania          | Conan si reca a Berlino insieme all'attore comico bavarese Flula Borg. |
| 6°  | 3 gennaio 2017     | Conan Without Borders: Made in Mexico | Messico           | Il viaggio arriva come risposta all'intenzione del Presidente Donald Trump di volere costruire un muro attorno al confine meridionale tra USA e Messico. Gli ospiti di questa puntata includono Diego Luna e Vicente Fox, e un'esibizione stand-up della comica Sofia Niño De Rivera. |
| 7°  | 19 settembre 2017  | Conan Without Borders: Israel         | Israele/Palestina | Il viaggio viene organizzato come risposta agli sforzi dell'affiliato di Trump Jared Kushner di fare progredire il processo di pace tra israeliani e palestinesi. Ospiti della puntata sono Lior Raz e Gal Gadot. Nello stesso episodio, Conan oltrepassa il muro divisorio e visita la Palestina, dove parla con degli attivisti palestinesi. |
| 8°  | 27 gennaio 2018    | Conan Without Borders: Haiti          | Haiti             | Conan si reca a visitare l'isola di Haiti in risposta alla presunta definizione della nazione data dal presidente Donald Trump che l'avrebbe descritta come facente parte dell'Africa e un "paese di merda". |
| 9°  | 11 aprile 2018     | Conan in Italy                        | Italia            | Conan e il produttore Jordan Schlansky visitano l'Italia, mentre Conan ha la speranza di "smascherare" Schlansky (che si autoproclama un esperto di cultura italiana) come un bluff. |
| 10° | 28 novembre 2018   | Conan in Japan                        | Giappone          | Dopo aver scoperto che la città giapponese di Hokuei è anche nota come "Conan-Town" (dal nome del popolare personaggio anime/manga Conan Edogawa, il cui creatore, Gosho Aoyama, è originario di Hokuei), Conan si reca in visita nel paese e partecipa a un pranzo tipico locale con Jordan Schlansky. |
| 11° | 17 aprile 2019     | Conan Without Borders: Australia      | Australia         | Conan viaggia in Australia in risposta a un video inviato da Hugh Jackman in cui egli sottolineava il fatto che Conan non avesse ancora mai visitato il suo paese d'origine. Ospiti della puntata sono Steen Raskopoulos, Becky Lucas e Rhys Nicholson. |
| 12° | 3 settembre 2019   | Conan Without Borders: Greenland      | Groenlandia       | Quando il presidente Donald Trump annunciò di avere in progetto di acquistare la Groenlandia, Conan decide di recarsi nel paese per assicurare la riuscita della compravendita. |
| 13° | 7 novembre 2019    | Conan Without Borders: Ghana          | Ghana             | Insieme all'attore Sam Richardson, O'Brien, su invito dell'ambasciata ghanese negli Stati Uniti, si reca a visitare il Ghana in Africa. |

## Accoglienza
La serie divenne uno dei lavori più popolari di O'Brien, aggiudicandosi anche un premio Emmy nel 2018 e una candidatura agli stessi premi nel 2019. Il primo episodio, Conan in Cuba, fu visto da circa 1.81 milioni di persone secondo gli indici Nielsen, quando il pubblico abituale del talk show Conan era di circa 642,000 telespettatori.
In una recensione del 2017, Daniel Fienberg per The Hollywood Reporter scrisse: "Le avventure globali di Conan sono diventate il più grande elemento di differenziazione del suo show su TBS rispetto a una dozzina di altri programmi nel settore dei talk show e dei talk show serali."
Lo stesso O'Brien disse nel corso di un'intervista rilasciata a Stephen Colbert nel 2017 che lo show lo ha aiutato a realizzare la sua "gioia più grande" nel "cercare di far ridere la gente che non parla nemmeno inglese, che non sa chi sono". [...] «È un po' una forma di diplomazia attraverso la comicità. Mi piace mostrare che gli americani sono curiosi, che siamo umili. Non ci dispiace apparire ridicoli. Non ci dispiace se ridete di noi».
O'Brien ricevette qualche critica per avere visitato Israele nella serie, specialmente da parte dei sostenitori del boicottaggio e delle sanzioni contro Israele. O'Brien discusse della questione palestinese e del conflitto arabo-israeliano nel corso dell'episodio, e la descrisse una faccenda "incredibilmente complessa".